# 新汴河
新汴河是淮河中游左岸的一条大型人工河道，开挖于20世纪60年代末，截流沱河、濉河上段来水直排入洪泽湖，具有防洪、排涝、灌溉、供水、航运等综合效益。因河线基本平行于隋炀帝开通的济渠（唐宋时期称汴河，已湮废），故命名新汴河。
新汴河干流西起安徽省宿州市西北戚岭子（七岭子），截取沱河上游部分来水，向东流至朱仙庄镇小吴家，左纳濉河引河，汇入濉河张家闸以上来水，继续东南流经灵璧县中部地区后进入泗县，在泗县境内先后跨过唐河和石梁河，之后进入江苏省泗洪县，最后在泗洪县的瑶沟乡东南注入洪泽湖溧河洼。全长127公里，流域面积6562平方公里。
新汴河设计排洪流量1460立方米每秒。1979年建成新汴河灌区工程，设计灌溉面积3.9万公顷，有效灌溉面积2.1万公顷。全线可通航，沿河建有泗县、灵璧、宿县港口。新汴河上建有宿县、灵西、团结三座大型水利枢纽工程，通过枢纽控制，河道蓄水库容达5726万立方米。宿县闸以上河段水质受污染，多数河段水质为Ⅴ类或劣Ⅴ类。